# Ugly Rumours
Ugly Rumors era il nome di una rock band fondata in parte dall'ex primo ministro britannico Tony Blair, mentre studiava legge al St John's College di Oxford nei primi anni '70; cantava e suonava la chitarra. Il nome della band deriva dalla copertina dell'album dei Grateful Dead From the Mars Hotel.
Altri membri della band furono Mark Ellen, che in seguito presentò lo spettacolo musicale Whistle Test della BBC TV e divenne l'editore fondatore della rivista di musica britannica Q e Adam Sharples, attualmente direttore generale, Employment Group presso il Dipartimento per il lavoro e le pensioni.
Il 19 gennaio 2006, Channel 4 ha trasmesso un docudrama intitolato Tony Blair: Rock Star, in cui si afferma che il primo concerto della band è stato al Corpus Christi College di Oxford, durante il quale la batteria si è rotta, e che la band ha suonato per un totale di sei concerti prima di sciogliersi. È stato anche detto che Blair ha superato la sua audizione per la band principalmente perché era l'unico che conosceva tutte le parole della canzone che gli era stato chiesto di cantare, "(I Can't Get No) Satisfaction" di Mick Jagger dei Rolling Stones, che ha imitato durante le sue esibizioni.
The Stop the War Coalition pubblicò un singolo nel febbraio 2007, accreditato a Ugly Rumors, con la band guidata da un sosia che affermava di essere Tony Blair. Il singolo, una versione di copertina della hit "War" di Edwin Starr, aveva un video notevole. Ha raggiunto il numero 6 nelle classifiche infrasettimanali del Regno Unito il 28 febbraio, e si è classificata al numero 21 il 4 marzo.